# Hyadina
Hyadina är ett släkte av tvåvingar. Hyadina ingår i familjen vattenflugor.

## Dottertaxa tillHyadina, i alfabetisk ordning[1][2]
- Hyadina agostinhoi
- Hyadina albovenosa
- Hyadina binotata
- Hyadina bulbosa
- Hyadina certa
- Hyadina clauseni
- Hyadina corona
- Hyadina femorata
- Hyadina fenestrata
- Hyadina flavipes
- Hyadina freidbergi
- Hyadina fukuharai
- Hyadina furva
- Hyadina giordanii
- Hyadina guttata
- Hyadina hivaoae
- Hyadina humeralis
- Hyadina immaculata
- Hyadina irrorata
- Hyadina japonica
- Hyadina kugleri
- Hyadina mathisi
- Hyadina meggiolaroi
- Hyadina minima
- Hyadina munarii
- Hyadina nigricornis
- Hyadina nigrifacies
- Hyadina nigropleuralis
- Hyadina nitida
- Hyadina obscurifrons
- Hyadina pauciguttata
- Hyadina penalbovenosa
- Hyadina pollinosa
- Hyadina porteri
- Hyadina pruinosa
- Hyadina pseudonitida
- Hyadina pulchella
- Hyadina pullipes
- Hyadina rufipes
- Hyadina sauteri
- Hyadina scutellata
- Hyadina subnitida
- Hyadina ukundensis
- Hyadina vockerothi
- Hyadina xanthopus